# Стейсі Павлишина
Сте́йсі Павлишина (також відома як Анастасія Павлишина) — українська підприємиця, спеціаліст з digital‑маркетингу та технологічна керівниця. Співзасновниця та операційна директорка (COO) AI‑платформи Awesomic, що дозволяє компаніям знаходити дизайнерів, інженерів, маркетологів та інших віддалених професіоналів.

## Біографія
Павлишина здобула ступінь бакалавра мистецтв з реклами та зв’язків з громадськістю в Київському національному університеті імені Тараса Шевченка. Також вона отримала ступінь бакалавра з перекладу та інтерпретації (англійська мова) в Київському національному лінгвістичному університеті.
У 2013 році розпочала кар’єру прессекретаркою та PR‑менеджеркою олімпійської чемпіонки Стелли Захарової. З 2014 до 2015 року працювала менеджеркою з digital‑маркетингу в Livingston Research. У 2015 році приєдналася до myBOOKmark спочатку як PR/digital‑маркетинг менеджерка, а згодом очолила відділ маркетингу.
У 2017 році заснувала Doge Codes — онлайн‑платформу з програмування. У 2019 році разом із Романом Севастьяновим заснувала Awesomic, яка пропонує AI‑рішення для підбору дизайнерів та розробників із результатом протягом 24 годин. Від самого старту обіймає посаду COO та відповідає за операційну діяльність і маркетинг.
Станом на середину 2021 року понад 300 компаній із усього світу, переважно зі США, скористалися послугами Awesomic для пошуку дизайнерів. Компанія також пройшла влітку 2021 року акселераційну програму Y Combinator.
У тому ж 2021 році Павлишина потрапила до рейтингу «25 жінок в IT» Forbes Україна та до списку «30 до 30» Y Combinator.
Станом на 2023 рік Awesomic залучила понад $2,1 млн інвестицій і розширила команду до понад 100 працівників.
У 2024 році Сте́йсі Павлишина була визнана однією з провідних жінок в українській VC та стартап‑екосистемі.